# BMW R 1200 R
BMW R 1200 R je motocykl kategorie naked bike, vyvinutý firmou BMW, vyráběný od roku 2006. Jeho předchůdcem byl model BMW R 1150 R.
Motocykl má vzduchem chlazený osmiventilový dvouválec typu boxer s rozvodem DOHC o výkonu 109 koní, šestistupňovou převodovku, sekundární převod kardanem a odpružením Telelever vpředu a Paralever vzadu.

## Technické parametry
- Rám: trubkový
- Suchá hmotnost: 198 kg
- Pohotovostní hmotnost: 223 kg
- Maximální rychlost: přes 200 km/h
- Spotřeba paliva: 5,5 l/100 km